# I'm So Excited
I'm So Excited è un singolo del gruppo musicale statunitense The Pointer Sisters, pubblicato nel 1982.

## Video
Un videoclip per la versione remix del brano è stato diffuso nel 1984 ed è stato diretto da Kenny Ortega.

## Cover
Tra gli artisti che hanno realizzato la cover del brano vi sono Nina Badrić (1998), Le Tigre (2004), Sara-Marie Fedele (2001) e le Young Divas (2007).

## Utilizzi del brano
Questo brano fa parte della colonna sonora dei film "Hot Shots! 2" del 1993 con Charlie Sheen e Il professore matto del 1996 di Eddie Murphy, viene anche citato nel libro “Pomodori verdi fritti al caffè di whistle stop” di Fannie Flagg.